# Stein Metzger
Stein Metzger (* 17. November 1972 in Honolulu) ist ein ehemaliger US-amerikanischer Beachvolleyballspieler.

## Leben
Stein Metzger wuchs auf Hawaii mit Surfen und Beachvolleyball im Outrigger Canoe Club in Honolulu auf. In seiner High-School-Zeit spielte er im Team der Punahou High School. Stein war dreifacher US-Champion während seiner Zeit an der University of California (UCLA) und bekam hier den All-American für drei aufeinanderfolgende Titelgewinne. Zusätzlich wurde er 1996 zum NCAA MVP (Most Value Player) gewählt und erhielt den William G. Morgan Award für den meist ausgezeichneten Spieler. Stein beendete seine Studienzeit mit einem Diplom in Ökologie.
2001 gewann Stein mit seinem damaligen Partner Kevin Wong seine ersten Turniere in der AVP (Santa Barbara und Manhattan Beach) an zwei aufeinanderfolgenden Wochenenden. Das Jahr 2001 war aber mehr Vorbereitung für Olympia 2004 in Athen, bei dem er mit Kevin Wong wichtige Punkte auf der FIVB World Tour sammeln wollte. So gewannen Stein und Kevin das FIVB-Event in Gstaad (Schweiz) und die Goodwill Games in Australien. 2002 gelang nur ein Sieg (in Espinho – Portugal). Die Weltmeisterschaften von 2003 (in Rio de Janeiro) spielte Stein mit Dax Holdren und gewann hier die Silbermedaille. Mit ihm spielte er ebenfalls ein Jahr später bei den Olympischen Spielen in Athen und erreichte Platz fünf.
2005 war das erfolgreichste Jahr für Stein. Mit seinem neuen Partner Jacob Gibb gewann er gleich die ersten beiden Turniere in der AVP (Fort Lauderdale und Tempe). Insgesamt gewannen die beiden vier Turniere und wurden erfolgreichstes Team der AVP im Jahr 2005. Auch international spielten Stein und Jake eine gewichtige Rolle. Bei insgesamt sieben Turnieren der FIVB konnten sie über $95.000 erspielen.
Von 2006 bis 2007 spielte Stein Metzger mit Mike Lambert. Metzger/Lambert wurden 2006 AVP Team of the Year und erreichten 2007 bei der Weltmeisterschaft in Gstaad Platz 17. 2008 spielte Stein mit Mark Williams, mit dem er auf seinem letzten FIVB-Turnier beim Grand Slam in Klagenfurt im Finale den Russen Barsuk/Kolodionski unterlag. 2009 trat Stein nicht mehr international auf und beendete seine Karriere mit verschiedenen Partnern auf der AVP-Tour.
Stein lebt in Manhattan Beach (Kalifornien) und hat im Januar 2006 geheiratet. Stein war einer der extrovertiertesten Spieler, die es im Beachvolleyball gab und der bei Schiedsrichterentscheidungen gern mal seine Meinung dem ganzen Umfeld lautstark kundtat. Seine Art zu spielen und mit dem Publikum zu agieren war einzigartig und bereitete den Spielern immer wieder Freude.